# 井本常作

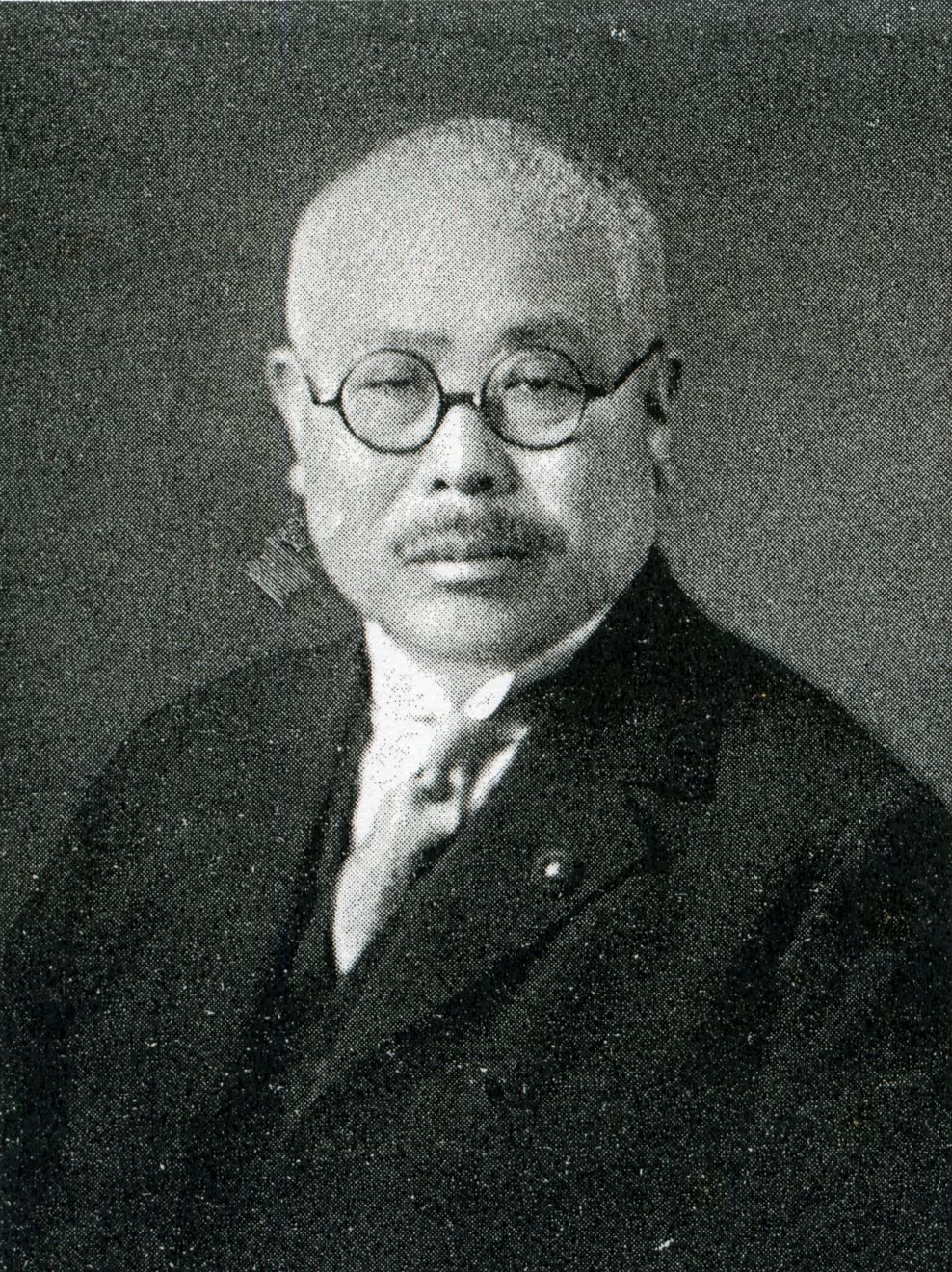
井本常作

井本 常作（いもと じょうさ / つねさく、1880年〈明治13年〉4月18日 - 1969年〈昭和44年〉6月1日）は、日本の弁護士、政治家。衆議院議員（当選3回）。司法参与官。

## 経歴
群馬県多野郡神流村岡之郷（現在の藤岡市）出身。井本孫市の二男。1902年（明治35年）、明治法律学校（現在の明治大学）を卒業。判事検事登用試験に合格し、司法官試補となった。官を辞して卜部喜太郎の事務所に入り、在野法曹界の人となって実務の練習に努めた。1908年（明治41年）、弁護士を開業した。
1924年（大正13年）、第15回衆議院議員総選挙に出馬し、当選。立憲民政党に所属。濱口内閣で司法参与官を務めた。本郷区学務委員、同委員長、本郷区教育会商議員等にも挙げられた。
その他には日本印刷、帝国電気工業各監査役、日東印刷取締役、東洋女子歯科医学専門学校理事、東京大勢新聞社長、第一東京弁護士会副会長、同会長などを務めた。
1948年（昭和23年）、群馬県知事選挙に日本社会党から立候補したが、落選した。東京家裁参与調停委員、東京地裁調停委員に挙げられる。

## 人物
田中四郎左衛門の債務整理のために日比谷松本楼上で債権者と会議していた際、数名の暴漢に襲われて乱打を受け、昏倒した事があった。
また、友人の三木武吉が憲政会の幹事長だったことで、誘われて選挙に出馬した。
井本の人柄は『日本弁護士総覧 第2巻』には「資性剛健にして不抜、然も亦淡泊にして細事に拘泥せず、蓋し大丈夫の概あるもの」とある。
1897年、家督を相続。趣味は読書。宗教は禅宗。住所は東京都文京区湯島天神町1丁目。

## 家族・親族
井本家
- 養姉・りう（1879年 - ?、分家する）[12][13]
- 妻・スイ（1886年 - ?、埼玉、栗田次郎平の養子）[12][13]
- 養子・良光（りょうこう[4][17]、1907年 - ?、長女・静子の夫、茨城・小沢松次郎の二男、検事[12][13]、弁護士[17]） - 豊島師範を卒業し小学校に教鞭をとり、傍ら1933年に日大法律学科を卒業する[4]。1935年に高文行政科、1937年に司法科各合格[17]。1938年、司法官試補となり福岡地検小倉、久留米各支部検事[17]。名古屋、前橋各地検検事を歴任[17]。1947年、東京地検検事[17]。1953年、退職し弁護士を登録する[17]。趣味は旅行、スポーツ、観劇、絵画[17]。住所は東京都文京区湯島3丁目[17]。
- 長女・静子（1911年 - ?、養子・良光の妻）[12][13]